# Horno de vapor combi

Modelo Retigo Blue Vision 623

Horno de vapor combi es un tipo de equipo térmico profesional de cocina que aplica regímenes variados de combinación de vapor y convección para cocinar. Este tipo de equipo de cocina se usa para casi 70% de todas las operaciones posibles de cocinamiento. Consiguientemente, hornos a vapor combi pueden sustituir tipos diferentes de equipo de cocina, como: vaporera, armario de calentamiento, horno de convección, vaporera eléctrica, cocina eléctrica o de gas, sartén de volteo, marmita.
Regímenes básicos:
1. tratamiento de la comida por vapor;
2. conveccón (circulación de aire cálido);
3. variante combinado de preparación (al mismo tiempo se aplican el vapor y el aire cálido).

## Historia
En 1976 una empresa alemana Rational lanzó al mercado aparatos que combinaban las funciones de horno de convección y vaporera. Los aparatos revolucionaron el proceso de preparación de comida. Debido a ellos cocineros pudieron aplicar los métodos de cocinamiento que contribuían a la economía de energía eléctrica y agua, reducían pérdidas de producto final y tiempo laboral. A la conservación de vitaminas y microelementos la contribuía tratamiento delicado de productos por vapor de temperatura baja. Lo último permitió aplicar hornos a vapor combi de un modo variado para preparar los platos dietéticos.
Poco a poco de aparatos simples con inyección manual de agua hornos a vapor combi se transformaron en máquinas multifuncionales; muchas de ellas tienen su propio «intelecto» y la posibilidad de cocinamiento automático de platos.
Originariamente precios de hornos a vapor combi eran muy altos; eran accesibles solo para establecimientos seleccionados de alimentación pública. En la actualidad hornos a vapor combi forman parte integrante de cocina así como de restaurantes caros tal de casi cada establecimiento de alimentación pública.

## Tipos de hornos de Vapor Combi
Clasificación de hornos de vapor combi:
1. por método de generación de vapor:

- de caldera (con generador de vapor),
- de inyector (generación del vapor debido a la inyeccón del agua cada cierto tiempo a los elementos caloríferos directamente);

1. por tipo de mando:

- mecánicos,
- electromecánicos,
- electrónicos (sensible al tacto);

1. por capacidad:

- pequeños (3-6 niveles),
- de dimensión media (6-10 niveles),
- grandes (12-24 niveles).

## Ventajas
Las ventajas de hornos a vapor combi ante otros equipos de calor:
- combinación de temperatura y humedad particular en la cámara, que permite acelerar el proceso de cocción de alimentos;
- preparación uniforme;
- ausencia de necesidad de dar la vuelta a alimentos;
- si se preparan unos platos diferentes a la vez, cada uno de ellos conserva su sabor y la mayoría de vitaminas y microelementos y tiene aspecto apetitoso;
- posibilidad de preparar al mismo tiempo productos diferentes (hasta 10-12 platos); los olores no se mezclan;
- conservación de propiedades útiles de alimentos — posibilidad de cocción sin aceite, sin formación de costra grasa y cancerígenos;
- economía de espacios gracias a reducción de cantidad de aparatos explotados;
- reducción de pérdidas de producto final a menguar y mermar durante el proceso de preparación;
- economía de energía eléctrica;
- tiempo reducido del proceso de cocción;
- simplicidad de limpieza del equipo (posibilidad de aplicación de autopurificación)